# I huvudet på John Malkovich
I huvudet på John Malkovich (originaltitel: Being John Malkovich) är en amerikansk film från 1999 i regi av Spike Jonze. Filmen hade svensk premiär 5 februari 2000. I huvudet på John Malkovich Oscarnominerades i tre kategorier.

## Handling
Marionettdockspelaren Craig Schwartz (John Cusack) hittar en lönndörr på sitt nya jobb som leder in i John Malkovichs hjärna - den som går in där ser världen ur John Malkovichs ögon i 15 minuter. Craig har knappt någon framtid, och när han på sitt nya jobb blir besatt av sin kollega, John Malkovichs älskarinna Maxine (Catherine Keener), och gjort slut med sin fru Lotte Schwartz (Cameron Diaz), bestämmer han sig för att använda sina marionettkunskaper till att ta över John Malkovichs liv för alltid.

## Rollista (i urval)
- John Cusack - Craig Schwartz
- Cameron Diaz - Lotte Schwartz
- John Malkovich - John Malkovich
- Catherine Keener - Maxine
- Orson Bean - Dr. Lester
- Mary Kay Place - Floris